# Moçambic
Moçambic (en portuguès Moçambique) és un estat de la costa oriental de l'Àfrica Austral, que limita al nord amb Zàmbia, Malawi i Tanzània, a l'est amb el canal de Moçambic i amb l'oceà Índic, al sud i a l'oest amb Sud-àfrica i a l'oest amb Eswatini i amb Zimbàbue. Al canal de Moçambic, el país té altres veïns, com ara les Comores, Madagascar, la possessió francesa de Mayotte i les dependències de la Reunió, l'illa Juan de Nova, l'atol Bassas da Índia i l'illa Europa. La capital n'és Maputo.

## Història
El país fou habitat inicialment pels khoisan o bosquimans, caçadors i recol·lectors. Els bantus agricultors hi van arribar entre el segle I i IV. No fou fins al segle ix que van començar a arribar comerciants àrabs i després perses; establiments comercials es van fundar a la costa de Moçambic, destacant Sofala, fundada després del 1100. El comerç principal era el ferro i l'or, que els musulmans bescanviaven per productes tèxtils.
Al segle v s'havien instal·lat, al que avui és Zimbàbue, pobles bantus que parlaven les llengües shona. Aquests pobles, en contacte amb els comerciants musulmans, van arribar a crear un estat a la meitat del segle xiii, basat en el comerç amb els musulmans de la costa. Les ruïnes del Gran Zimbàbue, són testimoni de la seva importància. A Moçambique hi ha algunes edificacions del model de Zimbabue; la més important és la de Manyikeni a la província d'Inhambane, a 450 km del Gran Zimbàbue.
A la meitat del segle xv el Gran Zimbàbue fou abandonat per raons desconegudes però probablement per l'arribada de nous emigrants bantus de llengua shona, que van fundar el que fou anomenat com Imperi de Monomotapa o Mwenemutapa entre 1440 i 1450. Monomotapa comerciava amb or i ivori amb els establiments de la costa, i dominaven les rutes comercials que anaven entre les mines i Sofala com a establiment principal.

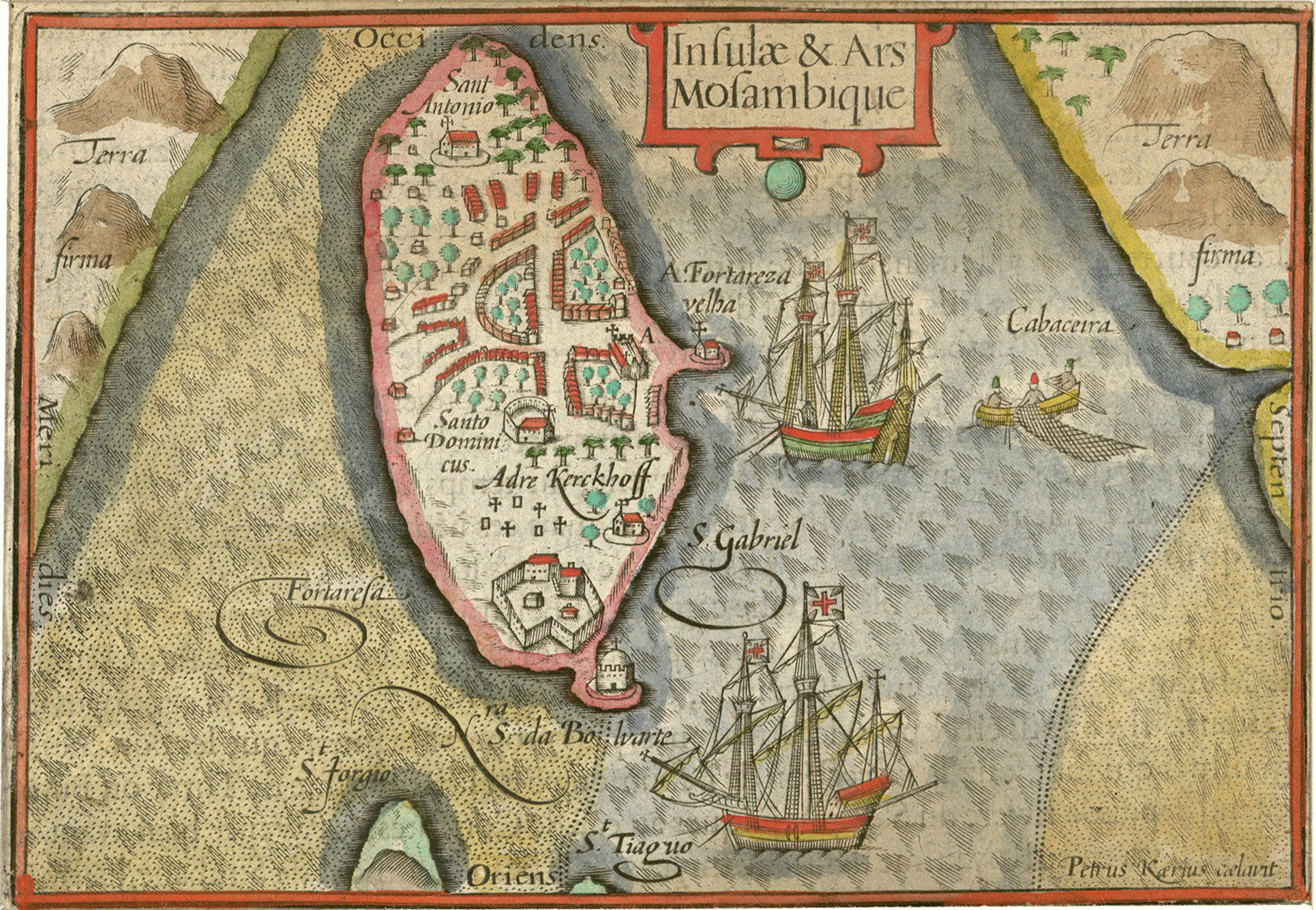
Gravat de Moçambic realitzat el 1598.

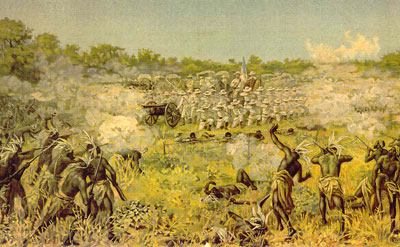
Escena de la batalla de Coolela el 7 de novembre de 1895.

Vasco da Gama va arribar al que avui és Moçambic el 1497. Els portuguesos, atrets per l'or, es van dirigir cap al seu origen i el 1530 van fundar Rios de Sena, el 1537 Tete, i el 1544 Quelimane. Sofala fou ocupada el 1505. El 1607 Portugal va obtenir la concessió de les mines d'or de l'Imperi Monomotapa. El 1627 el monomotapa Capranzina fou deposat i substituït pel seu oncle Mavura, que fou batejat i es va declarar vassall del rei de Portugal. Els reis monomotapes van governar fins a finals del segle xvii, quan foren substituïts per la dinastia shona dels chingamires, que governaven el regne de Butua. Els portuguesos s'estengueren també pel Zambezi, per comerciar amb el marfil, i van arribar a acords amb els regnes maravi (o marave); els colons portuguesos foren coneguts com a prazeiros, pels prazos, grans hisendes que constituïen autèntics petits estats. Els portuguesos es van aliar als estats maravi i van ampliar la seva influència. El poder dels prazeiros va durar fins a la segona meitat del segle xix quan van arribar les grans companyies europees, poc interessades en esclaus i ivori, i van imposar el model de grans explotacions agrícoles amb treball forçat pels indígenes. El decret del comissari reial Antonio Enes, va imposar l'ocupació efectiva de les terres dels prazos i com que no era possible, molts prazeiros van haver de vendre les terres a les companyies europees o bé van haver de subarrendar-les.
A l'altiplà de Niassa els pobles bantu coneguts com a yao, que es van islamitzar al segle xviii van dominar al segle xviii i xix. La Companyia del Niassa els va sotmetre entre 1895 i 1920. A la costa hi havia petits estats musulmans que foren dominats entre 1905 i 1910, el darrer el sultanat d'Angoche.
L'Imperi de Gaza fou fundat per Soshangane el 1828. Al seu zenit l'imperi dominava entre el Zambezi i la badia Delagoa, amb capital a Manjacazi a la moderna província de Gaza. Els seus successors van acabar deposats pels portuguesos el 1895.
El 1878 el govern portuguès va decidir concedir l'administració de part de la colònia de Moçambic a companyies privades anomenades companyies majestàtiques pels seus drets sobirans sobre el territori concedit. Les principals foren la Companyia del Niassa i la Companyia de Moçambic, que van assolir l'administració dels territoris del nord i el centre la primera el 1894 (per 35 anys) i la segona el 1892 (per 50 anys). La base del seu poder fou el treball forçat (chibalo).
Els establiments portuguesos a Moçambic van dependre del virrei de l'Índia Portuguesa a Goa fins al 1752 quan legalment en foren separades i es van crear les capitanies de Ilha de Moçambique, Rios de Sena o Zambèzia i Sofala. El març de 1836 es va constituir formalment la colònia de Moçambic, també anomenada Àfrica Oriental Portuguesa. La capital era Ilha de Moçambique de la que la colònia agafava el nom. L'esclavatge fou definitivament abolit el 1875.
El 1885 la Conferència de Berlín va repartir l'Àfrica entre les potències europees; la part sud de Moçambic fou organitzada en els següents anys. El 1898 la capital es va traslladar a Lourenço Marques.
Els alemanys van entrar a la part nord de la colònia després de l'esclat de la guerra entre Portugal i Alemanya el febrer-març de 1916. A la segona meitat del 1916 els portuguesos van ocupar el triangle de Kionga que havia estat ocupat pels alemanys el 1894 vulnerant els acords de límits que fixaven el riu Rovuma, i fou reconegut com a part de la colònia pel tractat de Versalles (10 de gener de 1920).
Els territoris de les companyies van tornar a l'administració portuguesa al final de la concessió, el 1929 la Companyia del Niassa (al nord) i el 1942 la Companyia de Moçambic (al centre).
L'11 de juny de 1951 Moçambic fou declarada província portuguesa d'ultramar, canvi de denominació que no va alterar pràcticament l'estatut colonial del territori.
El 25 de juny de 1962 es va formar el Front d'Alliberament de Moçambic (Frelimo). Com a primer president fou escollit el doctor Eduardo Mondlane. El Frelimo va iniciar la lluita armada amb un primer atac el 25 de setembre de 1964 a Chai, província de Cabo Delgado. La guerra, mitjançant guerrilles, es va estendre principalment cap a Niassa i Tete. Progressivament els guerrillers van organitzar el control de les anomenades "zonas libertadas" on creaven hospitals i escoles i una rudimentària administració. Operacions importants es van portar a terme a la rodalia de l'embassament en construcció de Cahora Bassa.
El 25 d'abril de 1974 els militars esquerrans del Moviment de les Forces Armades van donar un cop d'estat a Portugal que va acabar amb el règim salazarista de Marcelo Caetano. El general António de Spinola va proposar un referèndum el 1975 per decidir el futur, però el Frelimo va rebutjar la proposta i va exigir la independència com a condició essencial. Les negociacions van seguir i van portar als acord de Lusaka de 7 de setembre de 1974, que establia l'alto el foc i la immediata formació d'un govern provisional dirigit pel Frelimo, i la independència pel 25 de juny de 1975.
Immediatament després dels acords, els colons blancs organitzats en l'anomenat Front Independent per a la Continuïtat de la Civilització Occidental, i actuant en uns escamots anomenats Dragons de la Mort, van ocupar l'emissora de ràdio i l'aeroport de Lourenço Marques però foren dominats per l'exèrcit portuguès, ajudats per unitats del Frelimo. El 20 de setembre el govern provisional dirigit pel número tres del Frelimo Joaquim Chissano va entrar en funcions fins a la proclamació de la independència el 25 de juny de 1975. El gener de 1975 els districtes de la colònia foren elevats a províncies i es van crear nous districtes de segon nivell.
El dia de la independència el president del Frelimo Samora Machel jurava com a primer president del nou país. L'estat seria dirigit pel Frelimo com a partit únic. El 24 de juliol foren nacionalitzades la sanitat, l'educació i la justícia. El 3 de febrer de 1976 els noms colonials foren suprimits (canviats per altres autòctons); el 1976 el dret de propietat fou reconegut a tots els moçambiquesos i estrangers però només per a una casa permanent i una segona residència, sense dret de tenir més cases i arrendar-les. Les terres foren socialitzades amb la pretensió d'incrementar la producció i millorar les condicions de vida dels camperols (que eren el 80% de la població). Encara que inicialment la gent fou molt receptiva, amb el temps l'entusiasme es va refredar i l'experiència va acabar en fracàs. El 1981 Machel va declarar la dècada de 1981-1991 com la "década da vitória sobre o subdesenvolvimento".

Bandera de Moçambic de 1975 a 1983.

La guerra civil (1977-1992) es va iniciar quasi immediatament. Els militars i colons portuguesos contraris a la descolonització, junt amb alguns dissidents del Frelimo, es van instal·lar a Rhodèsia, governada per un règim de la minoria blanca, dirigit per Ian Smith, que havia proclamat unilateralment la independència de la Gran Bretanya. La resistència a aquest règim havia creat bases militars a Moçambic, que el 1975 es van consolidar. Ian Smith va ordenar diversos atacs a aquestes bases. El 1976 el govern de Moçambic va declarar oficialment que aplicaria les sancions de l'ONU contra el règim rhodesià, el qual tenia un enllaç vital amb la costa pel ferrocarril, la carretera i l'oleoducte que unien Rhodèsia amb la costa de l'oceà Índic, conjunt que formava l'anomenat Corredor de Beira. Smith disposava del suport de Sud-àfrica però el corredor de Beira era el camí més curt i natural per importar i exportar les mercaderies i productes. El règim rhodesià va oferir ajut per la formació d'un moviment de resistència i es va crear la "Resistência Nacional Moçambicana" (RENAMO) que va disposar d'una estació de ràdio per a la seva propaganda.
Atacs militars, de vegades amb suport de tropes rhodesianes, es van produir després de 1977. El règim de Rhodèsia va acabar negociant (1979) i el 1980 va esdevenir el Zimbàbue independent sota un govern de majoria negra. Però la Renamo no va aturar els seus atacs contra les infraestructures i les petites viles de camperols a Moçambic. L'ajut rhodesià fou substituït pel sud-africà i la guerra va entrar en la seva fase més cruel amb actes de gran brutalitat sobretot contra la població civil. Els atacs de la Renamo van desestabilitzar l'economia de Moçambic, que va haver de destinar bona part dels seus recursos a l'aparell militar; les escoles i hospitals creats pel Frelimo foren sistemàticament destruïts i el creixent nombre de refugiats cap a països veïns o les ciutats grans, va fer disminuir la producció agrícola. El 1984 el govern de Moçambic i el de Sud-àfrica i van signar un compromís de bon veïnatge conegut com a acord de Nkomati, però no fou respectat.
El 1986 la Renamo havia establert una base sòlida a les muntanyes de Gorongosa i estenia les seves accions militars a totes les províncies de Moçambic. El president Machel va morir l'octubre d'aquell any en un accident aeri quan anava a una reunió internacional a Lusaka.
El nou govern moçambiquès dirigit per Chissano fou més pragmàtic i va decidir d'abandonar la seva política de socialització de la terra. El 1987 va signar un acord amb el Fons Monetari Internacional (FMI) i el Banc Mundial, pel qual aquesta política quedava liquidada a canvi d'un suport financer. El mateix 1987 el govern va llençar un "Programa de Reestruturação Económica", conegut com a PRE, per modificar la línia econòmica i rellançar l'economia. El metical, la moneda del país, fou devaluada (va perdre el 1000% en dos anys), i es va deixar de fixar els preus dels béns de consum excepte els combustibles i el peix considerats productes estratègics. Les empreses estatals foren privatitzades o intervingudes; algunes foren transformades en bancs o en societats anònimes per atribució de quotes als seus gestors o a funcionaris, però la majoria ho foren seguint les regles del Banc Mundial que controlava el procés.
El novembre de 1990 es va modificar la constitució i es va restablir la llibertat política. El 1991 es van produir converses amb la Renamo i el 1992 es va signar el tractat definitiu de pau a Roma (4 d'octubre) entre Chissano i Afonso Dhlakama (cap de la guerrilla). La Renamo esdevindria un partit polític legal i part de les seves forces s'integrarien a l'exèrcit i la policia. Per implementar l'acord l'ONU va establir la ONUMOZ com a força internacional, que va actuar sobre el terreny durant dos anys. El 1994 ja s'havia format l'exèrcit unificat i es van celebrar eleccions que foren guanyades pel Frelimo. En les segones eleccions de 1999 es va produir molta igualtat entre Frelimo i Renamo però fou el primer el que va guanyar per uns 4 punts de diferència.
El febrer del 2000 es van produir unes tràgiques inundacions que van devastar el país, de les que es va poder recuperar mercès a l'ajut internacional.
El 2002 Chissano va renunciar a presentar-se a la reelecció a les eleccions de 2004. Fou designat Armando Guebuza. A les eleccions, aquest va obtenir considerable avantatge sobre Dhlakama, candidat de la Renamo. El 2 de febrer de 2005 Chissano li va entregar la presidència.

## Política
La Frelimo va ser el moviment que va lluitar per l'alliberament des de l'inici de la dècada de 1960. Després de la independència, la Frelimo va esdevenir un partit polític i va ocupar el poder. Samora Machel va ostentar la presidència del país fins que va morir el 1986. La Frelimo ha romàs en el poder fins avui, ja que ha guanyat les eleccions multipartides realitzades el 1994 i el 1999 i 2004. La Renamo és el partit principal de l'oposició.

### Partits polítics
Els principals partits segons l'actual model democràtic, són:
- Frente de Libertação de Moçambique (Frelimo)
- Resistência Nacional Moçambicana (Renamo)
- Renamo - Uniao Electoral (aliança electoral del 2004, mantinguda després, entre la Renamo i altres partits dels quals els principals són:
  - Aliança Independente de Moçambique
  - Movimento Nacionalista Moçambicano)
  - Partido de Convenção Nacional
  - Partido de Unidade Nacional
  - Frente Liberal (FL))
  - Frente de Ação Patriotica
  - Partido Popular de Moçambique
  - Frente Unida de Moçambique
- Partido para a Paz Democracia e Desenvolvimento (escissió de la Renamo)
- Partido Independente de Moçambique
- Partido Liberal e Democrático de Moçambique
- Partit de l'Examplament Social
- Partit de Reconociliació Nacional
- Partit de la Llibertat i la Solidaritat
- Partido Social-Liberal e Democrático

Vegeu
- Moviments d'alliberament de Moçambic, i
- Transició democràtica a Moçambic.

## Geografia
La major part del territori el constitueix una àmplia plana costanera. Únicament és muntanyós al NO. La població creix ràpidament. Moçambic és un dels països més pobres del món (deute extern, sequera, fam) i la seva economia es troba encara sota els efectes dels vint anys de guerra civil. L'agricultura (85% de la població activa) és alimentària (blat de moro). Pesca. Al subsòl, no explotat, hi ha jaciments de carbó, sal, mica, or i pedres precioses. Produeix electricitat a l'embassament de Cahora Bassa.
Els rius principals són (de nord a sud): el Rovuma, el Lúrio, el Zambesi, el Búzi, el Save, el Changane i el Limpopo. La muntanya més alta és el Binga de 2.436 m.
El canal de Moçambic separa el país de Madagascar.

## Subdivisió administrativa
Moçambic és dividit en 11 províncies:

| - 1.Cabo Delgado - 2.Gaza - 3.Inhambane - 4.Manica - 5.Maputo (ciutat amb rang de província) - 6.Maputo | - 7.Nampula - 8.Niassa - 9.Sofala - 10.Tete - 11.Zambézia |

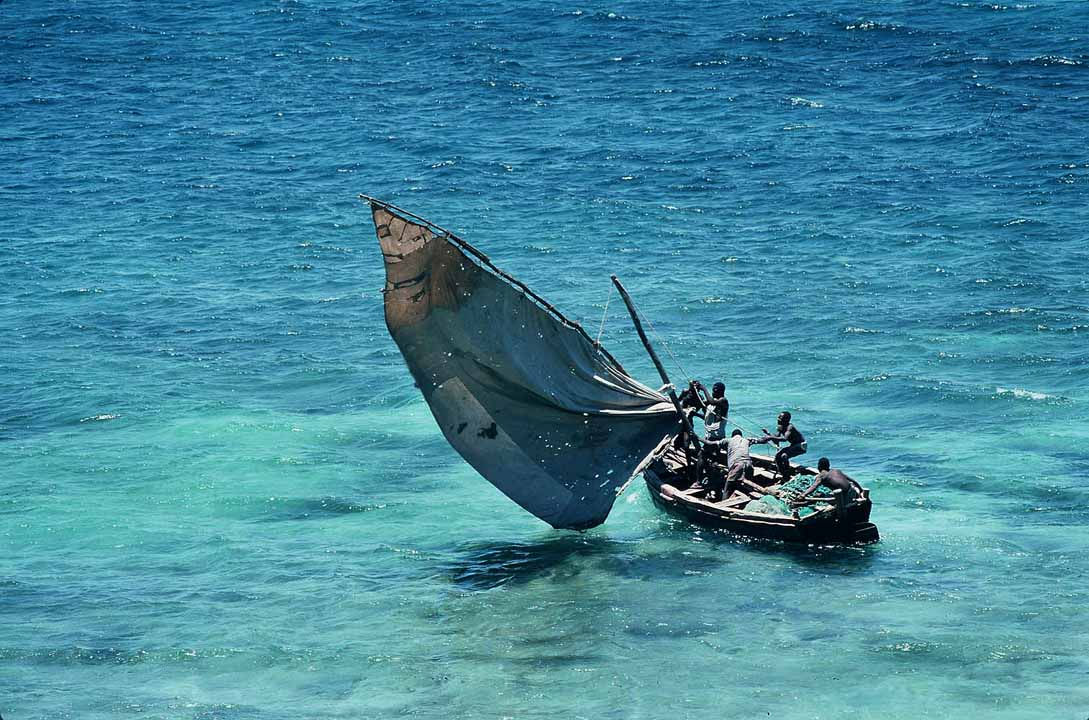
Bot tradicional de pesca de Moçambic

## Economia
El 1975, any de la seva independència, Moçambic era un dels països més pobres del món. La cruenta guerra civil entre el 1977 i el 1992 va empitjorar la situació.
El 1987 el govern va començar una sèrie de reformes macroeconòmiques amb finalitats d'estabilitzar l'economia. Aquestes reformes, adoptades amb ajuda internacional i combinades amb eleccions lliures el 1994, van resultar en la millora de les taxes de creixement. Reformes monetàries van reduir la inflació. Reformes fiscals van conduir a una millora de la recaptació.
No obstant això, el país encara depèn d'assistència internacional per a gairebé la meitat del seu pressupost anual, i la majoria de la població viu sota el nivell de la pobresa. L'agricultura de subsistència encara és la principal font de renda de la majoria de la població.

## Cultura

### Llengües
La llengua oficial o nacional de Moçambic és el portuguès. El SIL Internacional ha llistat un total de 43 llengües diferents a Moçambic, totes vives:
- Barwe: 15.000 parlants, a la província de Tete.
- Chopi: 800.000 parlants a la costa sud de l'estat, al nord del riu Limpopo. La zona central està a Quissico, al sud del districte de Zavala.
- Chuwabu: 786.715 parlants, a la costa central, entre Quelimane i les muntanyes Mianje.
- Dema: 5000 parlants, a l'extrem occidental de Moçambic, al nord de Zimbàbue.
- Kokola: Es parla a l'oest de la província de Zambézia.
- Koti: 64.200 parlants a la Província de Nampula, al districte d'Angoche, a la costa propera a l'illa Angoche. També hi ha una comunitat a la ciutat de Nampula.
- Kunda: 4.929 parlants a Moçambic, a la confluència del riu Luangwe i el riu Zambezi.
- Lolo: 150.000 parlants a l'oest de la província de Zambézia.
- Lomwe: 1.300.000 parlants al nord-est i al centre de Moçambic, la majoria a la província de Zambézia al sud de la província de Nampula. La ciutat més important lomwe-parlant és Alto Molocue.
- Maindo: 20.000 parlants a Micaune, al nord-est de Chinde, a la desembocadura del riu Zambezi.
- Makhuwa: 2.500.000 parlants a Nampula, al sud de la zona de Meeto.
- Makhuwa-marrevone: 420.101 parlants, a la costa central de la província de Cabo Delgado, entre Moma i Angoche.
- Makhuwa-meetto: 800.000 parlants a Moçambic, a les províncies de Cabo Delgado i de Niassa. També es parla a Tanzània.
- Makhuwa-moniga: 200.000 parlants a la província de Cabo Delgado.
- Makhuwa-saka: 200.000 parlants a la província de Cabo Delgado.
- Makhuwa-shirima: 500.000 parlants al sud de la província de Niassa.
- Makonde: 233.358 parlants al nord-est de Moçambic.
- Makwe: 22.000 parlants a la província de Cabo Delgado, a la costa entre la frontera amb Tanzània i Olumbe i a l'interior fins al riu Rovuma. També es parla a Tanzània.
- Manyawa: 150.000 parlants, la majoria són monolingües al districte de Lugela, a l'oest de la província de Zambézia.
- Manyika: 145.331 parlants a Moçambic, al nord de la província de Manica, al nord de Ndau i a l'oest de Tewe.
- Marenje: 75.000 parlants a l'oest de Zambézia.
- Moçambiqueny, llengua de signes. Com a mínim es parla a les ciutats de Maputo, Beira i Nampula.
- Mwani: 80.000 parlants a la província de Cabo Delgado, a la costa nord de Pemba, entre Arimba i Palma. També a l'arxipèlag de Querimba.
- Nathembo: 18.000 parlants al sud-est de la província de Nampula, al nord d'Angohe, a la península de Sangane.
- Ndau: 1.900.000 parlants a la regió del centre-sud de Moçambic, al sud de Beira, a les províncies de Sofala i Manica.
- Ngoni: 35.000 parlants al centre de la província de Cabo Delgado i al nord-est de la província de Tete. També a la província de Niassa.
- Nsenga: 141.000 parlants a Moçambic.
- Nyanja: 497.671 parlants a les província de Niassa, Zambézia i Tete.
- Nyungwe: 262.455 parlants al centre del país, a la ribera del riu Zambezi.
- Phimbi: 6000 parlants al centre de Moçambic, al riu Zambezi.
- Portuguès: 30.000 persones el parlen com a primera llengua a Moçambic.
- Ronga: 640.947 parlants a Moçambic, al sud de la província de Maputo, a les zones de la costa. També es parla a Sud-àfrica.
- Sena: 876.570 parlants al nord-oest de Moçambic, a les província de Sofala, Manica, Tete i Zambézia.
- Swahili: 9232 parlants al nord de Moçambic.
- Swati: 731 parlants a Moçambic.
- Takwane: 150.000 parlants a l'oest de la província de Zambézia.
- Tawara: 50.000 parlants al sud de la província de Tete, al nord de Zimbàbue.
- Tewe: 250.000 parlants a la província de Manica, al voltant de la ciutat de Chimoio.
- Tonga: 223.971 parlants al sud de Moçambic, a la zona d'Inhambane.
- Tsonga: 1.500.000 parlants a Moçambic, al sud de Maputo, la majoria a les províncies de Maputo i Gaza.
- Tswa: 695.212 parlants al sud de Moçambic, sobretot a la província d'Inhambane. També es parla a Sud-àfrica i Zimbàbue.
- Yao: 450.000 parlants a la província de Niassa, al sud i a l'oest del llac Malawi. També es parla a Zimbàbue.
- Zulu: 1798 parlants a Moçambic.

A més a més, també hi ha parlants de xinès (7000) i de llengües de l'Índia (15.000).